# بوریس گورویچ (کشتی‌گیر، زاده ۱۹۳۱)
بوریس گورویچ (روسی: Борис Максимович Гуревич؛ ۲۳ مارس ۱۹۳۱ – ۱۰ ژانویه ۱۹۹۵) کشتی‌گیر فرنگی اهل شوروی بود.
وی در مسابقات المپیک و قهرمانی جهان برندهٔ ۳ مدال طلا شده‌است.
گورویچ نخست ورزش را با تمرین ژیمناستیک آغاز کرد و سپس در سال ۱۹۴۸ وارد دنیای کشتی‌گیری شد. وی در سال‌های ۱۹۵۰ و ۱۹۵۵ عنوان قهرمانی کشتی شوروی را کسب کرد، در سال‌های ۱۹۵۲، ۱۹۵۹ و ۱۹۶۰ مقام دوم را کسب کرد و در سال ۱۹۶۳ نیز عنوان سوم را به دست آورد.
وی پس از کناره‌گیری از رقابت‌های، به مربیگری کشتی‌گیران در زادگاه خودش مسکو پرداخت، جایی که هر ساله و از سال ۱۹۹۶ به افتخار وی مسابقات بین‌المللی برگزار می‌شود.